# Joseph von Eichendorff
Joseph Karl Benedikt von Eichendorff (født 10. marts 1788 på slottet Lubowitz i Oberschlesien, død 26. november 1857 i Nysa) var en tysk friherre og digter af den romantiske skole.
Von Eichendorff blev strengt katolsk opdraget, besøgte det katolske gymnasium i Breslau, og studerede derefter jura på universiteterne i Halle og Heidelberg. Her kom han til at stå romantikere som Arnim, Brentano, Görres og Creuzer nær og blev klar over sine poetiske anlæg. Han offentliggjorde nu sine første digte, blev grebet af frihedsbevægelsen mod det napoleonske åg og trådte ind i hæren som frivillig.
Da krigen var endt, giftede han sig, blev embedsmand, først referendar ved regeringen i Breslau, senere vortragender Rat i kultusministeriet i Berlin, hvor han trådte i nær berøring med ledende litterære kredse. I sin embedsvirksomhed blev han som streng katolik inddraget i konflikt med sine foresatte, tog 1845 sin afsked og førte i sine sidste år et ret omflakkende liv i Tyskland.
Von Eichendorffs digte (Gedichte, 1837), der er beåndede af ægte romantisk naturfølelse, har ikke mindst gennem tyske komponister vundet stor popularitet, men også hans novelle, Aus dem Leben eines Taugenichts har gjort hans navn kært og kendt i vide kredse ved den ynde og den lyriske inderlighed, der præger skildringerne. Von Eichendorff har fremdeles skrevet romaner som Ahnung und Gegenwart (1815), novellen Das Marmorbild (1826), sørgespillene Ezzelin von Romano (1828) og Der letzte Held von Marienburg (1830).
I sine senere år var han optaget af indgående litterære studier. Han oversatte en spansk folkebog Der Graf Lucanor og Calderons gejstlige festspil, samt udgav en række litteraturhistoriske værker, deriblandt Zur Geschichte des Dramas (1854) og Geschichte der poetischen Litteratur Deutschlands (1857). Men det er gennem sin lyrik, at von Eichendorff stadig har betydning, og at hans navn er mere end døde bogstaver.